# Javier Juárez Camacho
Javier Juárez Camacho (Madrid, 1968) és un periodista i escriptor espanyol, especialitzat en temes d'espionatge.
És autor d'obres com Juan Pujol, el espía que derrotó a Hitler (2004), una biografia de Joan Pujol i García, Madrid-Londres-Berlín. Espías de Franco al servicio De Hitler (2005), La Guarida del lobo: nazis y colaboracionistas en España (2007), sobre l'espionatge nazi a Espanya, Patria. Una española en la KGB (2008), una biografia d'África de las Heras Gavilán, i Comandante Durán. Leyenda y tragedia de un intelectual en armas (2009), una biografia de Gustavo Durán Martínez.